# Atriplex intracontinentalis
Atriplex intracontinentalis, deutsch auch Binnenland-Melde genannt, ist eine Pflanzenart aus der Gattung der Melden (Atriplex) innerhalb der Familie der Fuchsschwanzgewächse. Sie wurde im Jahr 2007 erstbeschrieben und kommt auch in Deutschland und Österreich vor.

## Beschreibung
Nach der lateinischen Erstbeschreibung besitzt Atriplex intracontinentalis folgende Merkmale:

### Vegetative Merkmale
Atriplex intracontinentalis wächst als einjährige krautige Pflanze, deren aufrechter Stängel Wuchshöhen von bis zu 1 Meter erreicht. Die zarten, beidseitig grünen Blätter sind lanzettlich oder linealisch, ganzrandig oder gezähnt.

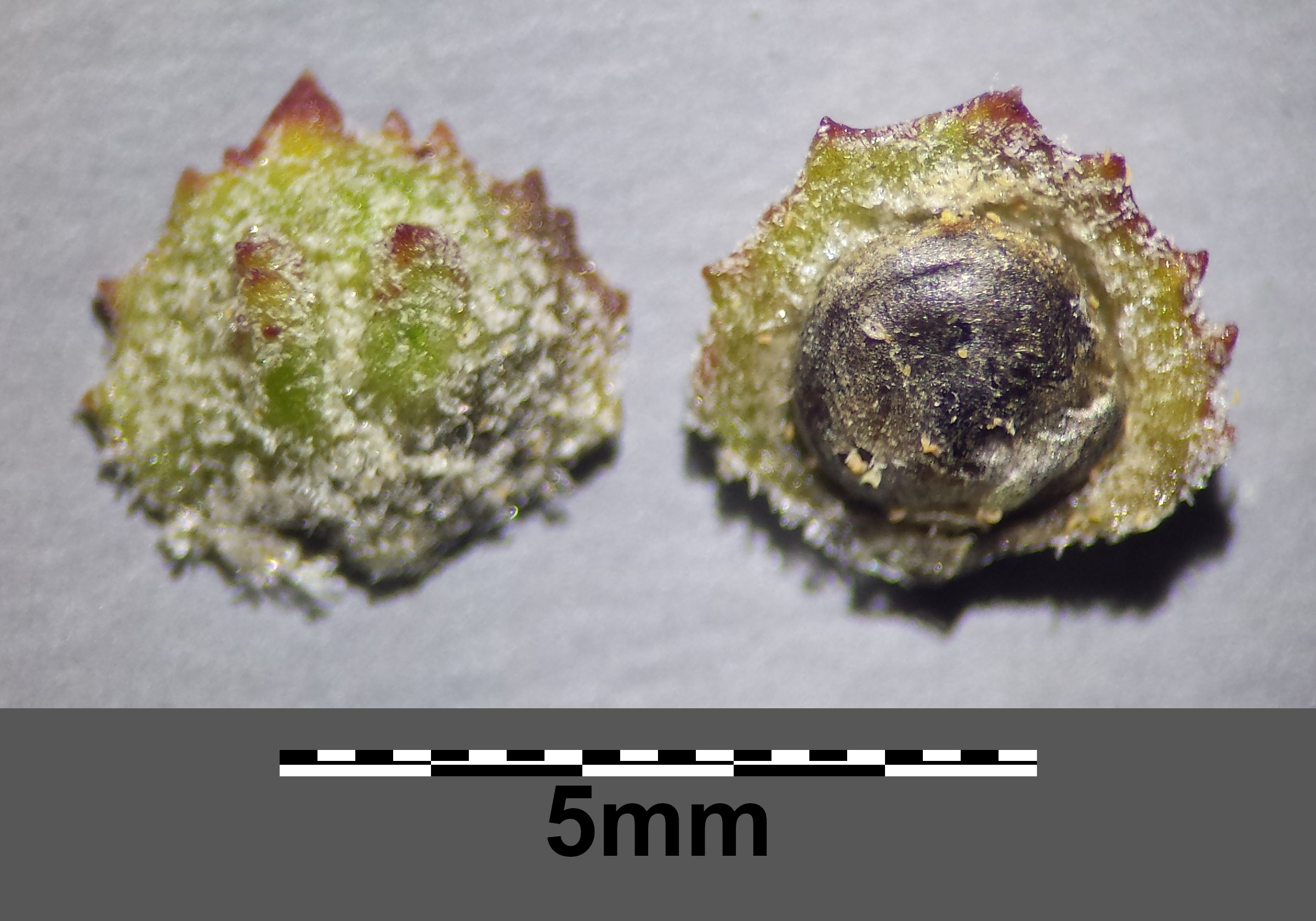
Weibliche Blüte mit Vorblättern

### Blütenstand und Blüten
Die Blütezeit reicht von Juli bis August. Die Binnenland-Melde ist einhäusig getrenntgeschlechtig (monözisch) mit gemischten Blütenständen. Die Blütenknäuel stehen entfernt voneinander, die oberen sind zuweilen angenähert. Die männlichen Blüten besitzen eine vier- oder fünfteilige Blütenhülle. Die weiblichen Blüten werden von zwei krautigen, nicht verhärteten Vorblättern umhüllt. Diese sind bei einer Länge bis 5 mm rhombisch ohne verlängerte Spitze. Am Rand sind sie meist gezähnt, mit drei bis sechs Zähnchen auf jeder Seite. Auf dem Rücken tragen sie oft vorstehende Anhängsel.

### Früchte und Samen
Die Fruchtzeit reicht von August bis September. Es gibt zwei Samentypen (Heterokarpie): dunkelrot-schwarze, flache Samen mit einem Durchmesser von 1,1 bis 1,4 mm sowie hellbraune, in der Mitte konkave Samen mit einem Durchmesser von 1,5 bis 1,7 mm.

### Unterscheidende Merkmale
Von der Strand-Melde (Atriplex littoralis) unterscheidet sich Atriplex intracontinentalis durch die rhombischen, kleineren und an der Spitze nicht langgestreckten Vorblätter. Außerdem sind ihre Samen hellbraun und nicht rotbraun.

### Chromosomenzahl
Die Chromosomenzahl beträgt 2n = 18.

### Photosyntheseweg
Atriplex intracontinentalis ist eine C3-Pflanze mit normaler Blattanatomie.

## Vorkommen
Atriplex intracontinentalis ist von Mitteleuropa über den nordwestlichen Teil von Zentralasien bis in die nordwestliche Volksrepublik China (Innere Mongolei) verbreitet. Auch in Ägypten soll sie vorkommen. Das Verbreitungsgebiet in Europa umfasst Deutschland, Österreich, Tschechien, Slowakei, Moldawien, Rumänien, die Ukraine und Russland. Die binnenländischen Vorkommen von Atriplex littoralis, die im Atlas Florae Europaeae für weite Teile Ungarns und den Norden Serbiens angegeben sind, gehören vermutlich auch zu Atriplex intracontinentalis. In Mitteleuropa kommt diese Art im Burgenland im Seewinkel und in Tschechien vor und ist in Hessen in Einbürgerung begriffen.
Der Lebensraum von Atriplex intracontinentalis sind Anschwemmungen an Gewässerufern. Auf salzigen Böden findet man sie nur zerstreut, daher wird sie von Sukhorukov als weniger halophil als die Strand-Melde angesehen.

## Systematik
Atriplex intracontinentalis Sukhor. zählt zur Sektion Teutliopsis Dumort. innerhalb der Gattung Atriplex.
Die Erstbeschreibung von Atriplex intracontinentalis erfolgte 2007 durch Alexander Suchorukow in den Annalen des Naturhistorischen Museums in Wien, Serie B 108, S. 349 (siehe Literatur). Vorher wurden diese intrakontinentalen Pflanzen fälschlich oft als Atriplex littoralis und sogar als Atriplex laevis bestimmt. Da sie sich deutlich von den Küstenpopulationen unterscheiden, stellte Suchorukow die neue Art auf.